# Swiss Re
Pour les articles homonymes, voir Swiss.
Swiss Re pour Swiss Reinsurance Company, est une société d'assurance et de réassurance fondée à Zurich en 1863. En termes de chiffre d'affaires IFRS 17, elle fait partie des trois premières sociétés mondiales de réassurance. 
La société est déposée au registre du commerce du canton de Zurich sous le nom de Schweizerische Rückversicherungs-Gesellschaft, ce qui donne en français la Compagnie Suisse de Réassurances.
Son siège se trouve à Zurich en Suisse. Andreas Berger est l'actuel CEO depuis le 1er juillet 2024.

## Histoire
Swiss Re est fondée le 19 décembre 1863 par les compagnies Helvetia Assurances de Saint-Gall, Crédit Suisse de Zurich et la Basler Handelsbank de Bâle.
En novembre 2005, Swiss Re reprend les activités de GE Insurance Solutions (filiale de General Electric) ; en contrepartie, General Electric possède 8,9 % de la firme. Avant cette acquisition, la société était déjà présente avec 70 agences dans plus de 30 pays. 
En novembre 2013, Swiss Re annonce le rachat de 14,9 % de SulAmérica, le troisième assureur brésilien pour 334 millions de dollars.
En septembre 2015, Swiss Re acquiert au fonds d'investissement Cinven, la compagnie d'assurance britannique Guardian Financial Services, pour 1,6 milliard de livres.
En décembre 2019, Phoenix Group annonce l'acquisition des activités britanniques de Swiss Re, soit sa filiale ReAssure pour 3,2 milliards de livres.no

## Sièges sociaux

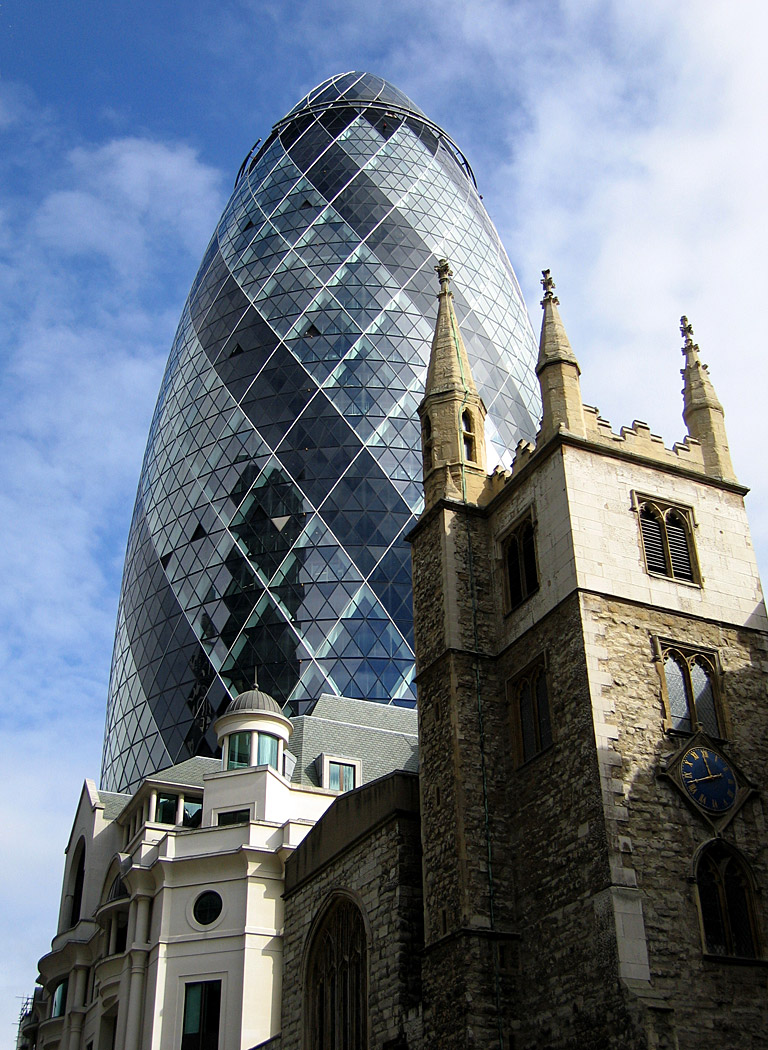
Ancien siège de Swiss Re à Londres

La compagnie possède plusieurs filiales et sièges sociaux. Le siège social principal se trouve à Zurich, en Suisse alémanique, où la société mère a son siège sur les rives du lac de Zurich depuis 1864.
Le siège social de Londres est situé au 30 St. Mary Axe, surnommé The Gherkin (« le cornichon »). Le bâtiment, construit par l'architecte Norman Foster pour Swiss Re, a été vendu à une société allemande mi-février 2007 pour 600 millions de livres sterling. Swiss RE y conserve toutefois son siège social londonien et reste le locataire principal de la tour.
Le siège social américain se trouve à Armonk près de New York. Swiss RE possède aussi des bureaux à Atlanta, Boston, Calabasas, Chicago, Dallas, Fort Wayne, Hartford, Kansas City, New York, San Francisco, Schaumburg (Illinois) et Avon (Connecticut).

## Finances
En 2007, Swiss Re a réalisé un volume de primes de 31,7 milliards de francs suisses (CHF) et a réalisé un profit de 4,2 milliards de francs. Ses fonds propres s'élèvent à 31,9 milliards de francs. L'entreprise est forte dans le commerce d'assurance de biens (avec un volume de primes de 19,0 milliards CHF) et dans l'assurance-vie (avec un volume de primes de 12,7 milliards CHF).

## Principaux actionnaires
Au 12 décembre 2019:
| Swiss Re AG                       | 10,0% |
| The Vanguard Group                | 2,65% |
| Norges Bank Investment Management | 2,14% |
| UBS Asset Management Switzerland  | 2,07% |
| BlackRock Fund Advisors           | 2,03% |
| Wellington Management             | 2,02% |
| Ivy Investment Management         | 1,45% |
| Fidelity Management & Research    | 1,30% |
| DWS Investments                   | 1,20% |
| Zürcher Kantonalbank              | 1,10% |